# Центральная (гостиница, Воронеж)

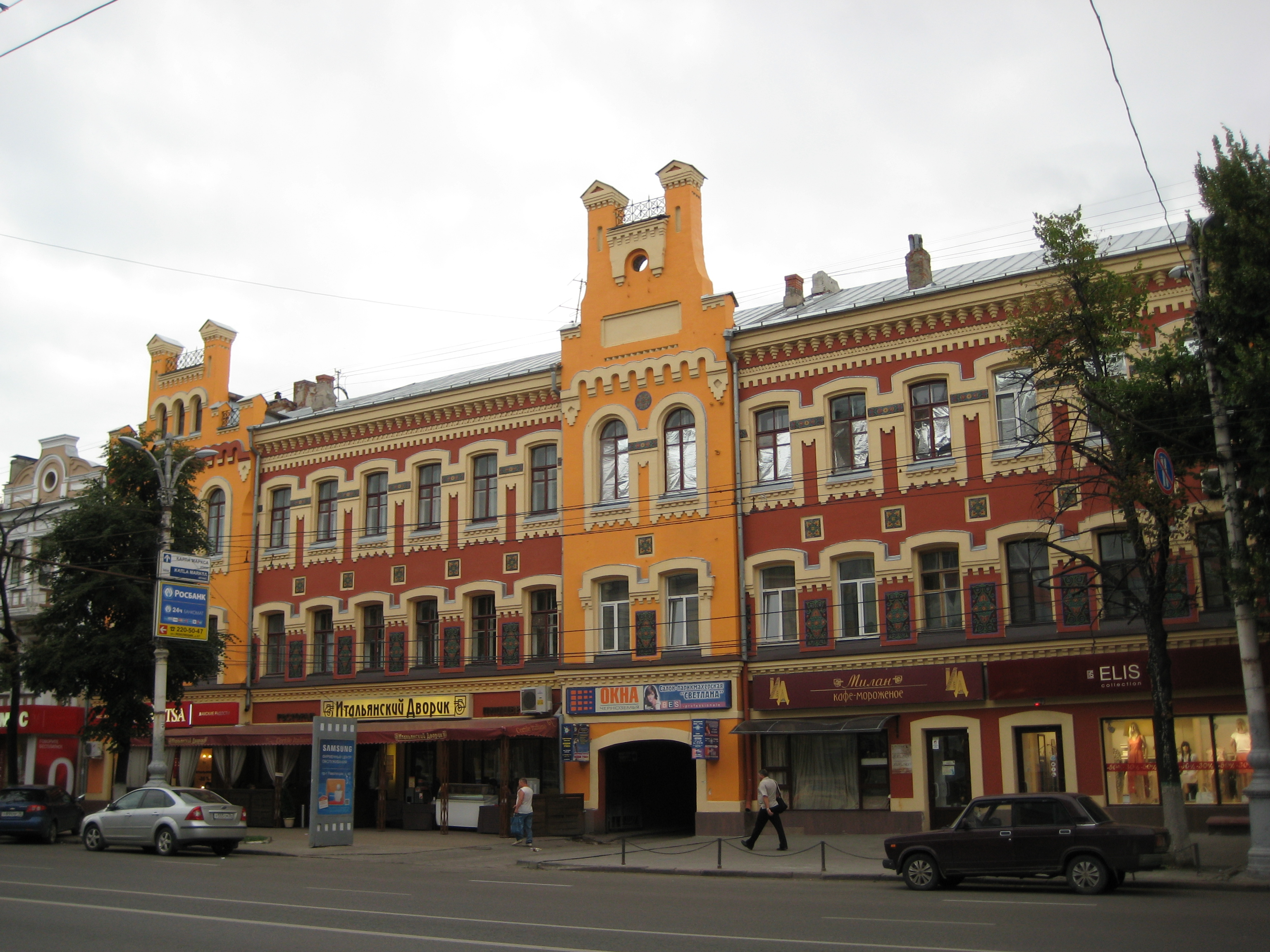
Здание гостиницы «Центральная»

Гостиница «Центральная» (гостиница Самофалова) — памятник истории и архитектуры, расположенный в Воронеже по адресу: проспект Революции, 44.
В 1870-х годах купец Д. Г. Самофалов выкупил несколько домов на Большой Дворянской улице и решил сделать гостиницу и доходные дома. Новое здание строилось в 1878—1879 годах. Гостиница была открыта в январе 1879 года, и её владелец сам в течение нескольких лет её содержал. В ней останавливались русские писатели А. П. Чехов, Г. И. Успенский, И. А. Бунин. Здание продолжало оставаться гостиницей и в первые годы советской власти. В ноябре 1926 года в гостинице останавливался В. В. Маяковский. Во время Великой Отечественной войны здание было повреждено, но затем восстановлено. В 2011 году ко дню города весь комплекс зданий было решено отреставрировать. Сейчас на здании висит мемориальная доска с именами всех знаменитых постояльцев гостиницы.
Трёхэтажное здание гостиницы имеет богатый декор. Формы здания с поднятыми элементами фронтонов достаточно сложные, украшения стен похожи на узоры русских вышивок или кружев.